# Rhytidodera robusta
Rhytidodera robusta là một loài bọ cánh cứng trong họ Cerambycidae.